# Malaltia d'Ontàrio-Minamata
La malaltia d'Ontario-Minamata és una síndrome neurològica causada per una intoxicació greu de mercuri. Va passar a la província canadenca d'Ontario, el 1970 i va afectar greument dues zones, una al nord-oest després del consum de peix local contaminat amb mercuri i la segona al sud degut al vessament il·legal de residus químics industrials.
La malaltia porta el nom del famós cas d'enverinament sever de mercuri en la comunitat de pescadors de Minamata, Japó, que es va conèixer com la malaltia de Minamata, ja que va ser un gran incident en aquesta zona.

## Regions de Grassy Narrows i Whitedog
El 1962, Dryden Chemical Company obre una planta de procés cloro-alcalina a Dryden, Ontario utilitzant cel·les de mercuri. Es produeix hidròxid de sodi i clor que es fa servir en grans quantitats per al blanqueig de paper.
Na(Hg) + H₂O → NaOH + H₂ + Hg
Durant l'electròlisi es donen les següents reaccions:
Reacció a l'ànode: Cl¯ → ½ Cl₂+1e¯
Reacció al càtode: xHg + Na+ + 1e¯ → NaHgx
Dryden Chemical Company descarregava els seus residus directament en el sistema fluvial Wabigoon-English. En el 1970, l'àmplia contaminació per mercuri es va descobrir en aquest sistema fluvial, el que va conduir a un tancament de la pesquera comercial i algunes empreses relacionades amb el turisme.
Al 26 de març de 1970, el govern provincial d'Ontario va ordenar a Dryden Chemical Company a cessar l'abocament de mercuri al riu, encara que l'ordre no imposa cap restricció a les emissions atmosfèriques de mercuri per l'empresa. S'estima que més de 9.000 kg. de mercuri havien estat vessats per l'empresa en el sistema fluvial Wabigoon -English entre 1962 i 1970; les emissions atmosfèriques de mercuri no van parar fins que l'empresa va deixar d'usar les cel·les de mercuri en el seu procés de fabricació a l'octubre de 1975; l'empresa va tancar a 1976.

## Regió de Sarnia
Aamjiwnaang Primera Nació, també conegut com els "chippeway de Sarnia Primera Nació", es troba en el riu Saint Clair, col·loquialment anomenat per la població local com "la vall química". Aquesta primera nació està plena de nombrosos trastorns degut a la contaminació ambiental causada per productes químics, incloent l'enverinament per mercuri. Els ancians de la comunitat recorden recollir el mercuri de l'abocador local de residus tòxics mitjançant l'abocament d'aigua i després vendre el mercuri recollit en el mercat negre.

## Aspectes químics del mercuri i la salut
El mercuri existeix en diverses formes: elemental (o metàl·lic) i inorgànic (a què la gent es pot veure exposada en certs treballs) o orgànic (com el metilmercuri, que penetra en el cos humà per via alimentària). Aquesta forma del mercuri és de les més perilloses perquè és poc polar i capaç de travessar la membrana cerebral.
Aquestes formes de mercuri difereixen pel seu grau de toxicitat i els seus efectes sobre els sistemes nerviós i immunitari, l'aparell digestiu, la pell, els pulmons, ronyons i ulls.
El mercuri, present de manera natural en l'escorça terrestre, pot provenir de l'activitat volcànica, l'erosió de les roques o l'activitat humana. Aquesta última és la principal causa de les emissions de mercuri, procedents sobretot de la combustió de carbó en centrals elèctriques, calefaccions i cuines, de processos industrials, de la incineració de residus i de l'extracció minera de mercuri, or i altres metalls.
Un cop alliberat el mercuri al medi, certs bacteris poden transformar-lo en metilmercuri. Aquest s'acumula llavors en peixos i mariscs (s'entén per bioacumulació una concentració de la substància més elevada en l'organisme que en el seu entorn). El metilmercuri passa també per un procés de bioamplificació.
Els grans peixos que tenen una concentració més elevada de mercuri són el peix espasa, tauró, tonyina vermella i el lluç de riu.
Tot i que les persones es poden veure exposades a qualsevol de les formes del mercuri en diverses circumstàncies, les principals vies d'exposició són el consum de peix i marisc contaminat amb metilmercuri i la inhalació, per certs treballadors, de vapors de mercuri elemental despresos en processos industrials.